# SMS Uskoke
Az SMS Uskoke az Osztrák–Magyar Monarchia Huszár-osztályú rombolója (Zerstörer) volt az első világháborúban. Testvérhajói az SMS Huszár I, SMS Ulan, SMS Streiter, SMS Wildfang, SMS Scharfschütze, SMS Huszár II,  SMS Turul, SMS Pandúr, SMS Csikós, SMS Réka, SMS Dinara és az SMS Velebit.

## Pályafutása
1906. szeptember 1-jén megkezdődött az építése. 1907. július 20-án vízre bocsátották. 1908. január 1-jétől beosztották a Hajóraj kötelékébe. Február 29-én egy földközi-tengeri útra futott ki Teodóból. 1912. január 27-én elrendelték az átfegyverzését. Új 7 cm/L30-as Skoda lövegeket szereltek fel a 4,7 cm-esek helyett. 1913. október 27-én kivonták a szolgálatból.
1914. június 14-étől szolgálatba állt a Hajórajban. Július 24-én Pólából áthelyezték Kumborba, Montenegró blokádjára. Augusztus 15-én és szeptember 9-én Buduát lőtte. Október 17-én a francia flotta tüzébe került, de alig sérült meg. 18-án részt vett az Antivari elleni támadásban. November 14-15-én aknatelepítést végzett Antivari előtt. November 18-án tűzharcot vívott a volovicai parti ütegekkel. November 30-án elűzött egy tengeralattjárót Ostro elől. December 20-án az U12-es tengeralattjárót kivontatta 60 mérföldre Ostro elé. December 27-én déli irányban cirkált az U5-ös búvárnaszáddal.
1915. február 14-én Makarskáig hajózott. Március 14-én felderítést hajtott végre Montenegró előtt. Április 17-én az U12-es tengeralattjáróval futott ki őrjáratra. Május 24-én részt vett a Tremiti elleni hadműveletben. Június 1-jén aknákat telepített Trieszt előtt. 18-án részt vett a Rimini elleni támadásban, és biztosítási feladatokat látott el Tagliamentonál. Július 27-én részt vett Pesaro – Fano elleni hadműveletben.
1916. január 4-én aknatelepítést hajtott végre Trieszt előtt. Február 11-étől Sebenicoban állomásozott. Március 16-án segített a Turul mentésében. Június 23-án bevetést hajtott végre az olasz partok ellen, és Giulianovát és S. Bernadetto mellett a vasútvonalat lőtte. Július 16-án aknákat telepített Lissa (ma Vis) előtt. Október 19. – november 7. között kijavították a kazánjait.
1917. április 22-23-án az Otrantói-szorosban volt bevetésen. Június 24-én egy tengeralattjáróval csapott össze. Kimentette egy lezuhant repülőgép pilótáinak holttestét. Október 8-án egy erős vihar lesodort egy embert a fedélzetéről, akit nem tudtak kimenteni. December 16-án az Otrantói-szorosban volt bevetésen. December 26-án a rossz időjárásban villámcsapás érte az antennáját, a tájolója pedig kizuhant a tartójából. Az év során 82 konvojkísérést és 1
légitámadás biztosítást hajtott végre.
1918. január 16-án a Brindisi – Valona útvonalon portyázott, majd befutott Pólába. Március 17-én az olasz partok előtt cirkált. Március 18-án Galiolától 6 mérföldre nyugatra egy tengeralattjáró két torpedót lőtt ki rá, de nem talált. Április 4-én Ancona elé vontatta a rajtaütést végrehajtó Veith különítményt. Május 10-én ellenséges repülőgépekre tüzelt. Június 3-án ellenséges tengeralattjárókkal harcolt a Promontore Foknál. Az év során 20 konvojkísérést, 3
légitámadás biztosítást, 6 aknakeresést és 3 tengeralattjáró üldözést hajtott végre.
1920-ban Olaszország kapta meg lefegyverzésre és lebontásra.